# Blue Steel (1989)
Blue Steel (Brasil: Jogo Perverso / Portugal: Aço Azul) é um filme de suspense de ação estadunidense de 1989 dirigido por Kathryn Bigelow, e estrelado por Jamie Lee Curtis, Ron Silver e Clancy Brown.

## Sinopse
Megan Turner (Curtis) é uma novata policial da cidade de Nova Iorque que atira e mata um homem (Tom Sizemore) enquanto ele está roubando um mercado do bairro. O suspeito deixa sua arma no chão e é atingido por um tiro fatal por trás através da janela da frente.
Enquanto ela continua à área de check-out, Turner quase pisa na arma do suspeito em frente de Eugene Hunt (Silver), um comerciante de commodities, que também é um psicopata latente. Hunt toma a arma e foge, usando-o para cometer vários assassinatos sangrentos e brutais ao longo dos próximos dias. Porque a arma do assaltante não foi encontrado no local, Turner é acusada de matar um homem desarmado.
Enquanto a oficial tenta limpar seu nome com o Chefe Hoyt e seus superiores, Hunt a transforma na obsessão e maior fantasia. Turner o prende, mas ele é liberado por seu advogado, Mel Dawson. Ele começa a perseguir Turner na casa de sua família, um lugar desconfortável, onde Turner se lembra de sua mãe ter sido agredida fisicamente por seu pai.
Turner luta para manter seu distintivo e resolver os assassinatos com a ajuda do detetive Nick Mann (Clancy Brown), enquanto tenta descobrir seu relacionamento com um assassino. Hunt se esconde em seu apartamento e fere Turner e mata seu melhor amigo, Tracy. Isso faz com que Meg ter um colapso emocional.
Ela passa a noite com Mann, seu colega policial. Mann é emboscado por Hunt quando ele vai ao banheiro. Meg não ouve o tiro, porque foi abafado. Eugene ataca-la e ela atira nele, mas ele foge. Mann está inconsciente e levado ao hospital.
Determinada a encontrar Hunt e acabar com ele, Turner, finalmente consegue matá-lo depois de um confronto longo e violento e um ferimento de bala em seu ombro. Ela é levada por paramédicos para o tratamento.

## Elenco
- Jamie Lee Curtis como Megan Turner
- Ron Silver como Eugene Hunt
- Clancy Brown como Nick Mann
- Louise Fletcher como Shirley Turner
- Philip Bosco como Frank Turner
- Richard Jenkins como Dawson
- Elizabeth Pena como Tracy
- Kevin Dunn como Asst. chefe Stanley Hoyt
- Tom Sizemore como Ladrão

## Recepção
O filme ganhou críticas mistas.

### Bilheteria
O filme não foi um sucesso de bilheteria.